# Piet Venema
Pieter Sjirk (Piet) Venema (Murmerwoude, 9 januari 1933 – Franeker, 18 februari 2024) was een Nederlands langebaanschaatser en ijsmeester.
Hij was zoon van Anne Keuning en Rijken Venema, dierenarts in het geboortedorp.  Hijzelf was sinds 1963 getrouwd met Hiltje Noordhoff (1939-2015), dochter van een dierenarts uit Zwaagwesteinde. Piet Venema werd gecremeerd op Uitvaartcentrum Goutum.
Hij was (mede)controleur van de staat van het ijs, wanneer er een Elfstedentocht werd gehouden, zo ook bij de afgeblazen elfstedentochten van 1991 en 1995/1996 en van de wel verreden Vijftiende Elfstedentocht van 1997 (bij Venema’s overlijden de laatst gehouden schaatstocht). Hij was vanaf 1991 tot 2022 bestuurslid bij vereniging De Friesche Elf Steden, daaraan vooraf was hij jarenlang rayonhoofd (1972-1991) 
Venema was echter zelf ook schaatser en schaatstrainer In 1960 mocht hij mee op trainingskamp van de Nederlandse Vereniging ter Bevordering van het Hardrijden op de Schaats (NVBHS) onder leiding van Jan Charisius, te houden in Inzell.  Vanwege goede resultaten mocht hij even later deelnemen aan internationale juniorenwedstrijden in Inzell. Diezelfde maand won hij een afvalwedstrijd in Oostrum. Voor het seizoen 1961-1962 behoorde hij tot de Friese kernploeg. Bij het Nederlandse kampioenschappen schaatsen allround 1962 viel hij buiten de prijzen (kwam niet tot de laatste zestien).
In 1963 schaatste hij de Elfstedentocht en werd voor zijn prestatie geëerd terwijl Marijke Flisijn tijdens wedstrijden in Murmerwoude won van Atje Keulen-Deelstra.  Hij werd na Reinier Paping tijdens de zware Twaalfde Elfstedentocht negende op slechts 22 minuten. Hij was marathonschaatser in het tijdperk Jeen van den Berg en deed mee aan de oefen-elfstedentocht gehouden te Swichum (1966). Hij moest, vooraf gezien als een van de favorieten, de wedstrijd staken vanwege bevroren tenen.   Hij zou aan die elfstedentocht twee maal meedoen als wedstrijdrijder (1956, een 45e plaats en 1963) en tweemaal als toerrijder (1985, 1986). 
Van zijn beroep was hij techneut. Hij had een diploma aan de Hogere technische school in Leeuwarden op zak (werk- en waterbouwkunde), werkte binnen de gemeenten Ferwerderadeel, Heerenveen en Wonseradeel. Hij was in een van die gemeenten directeur openbare werken. Als zodanig zat hij in het bestuur (penningmeester) van het Nederlands instituut van directeuren en ingenieurs van gemeentewerken afdeling Friesland (later opgegaan in Vereniging Stadswerk Nederland).
Hij overleed, wonende in Makkum op 91-jarige leeftijd. Ook heeft hij enigszins bijgedragen aan het Nederlands; hij introduceerde het televisiewak, een wak in het elfstedenparcours dat constant op televisie kwam als reden om de tocht af te blazen of toch door te zetten.